# Julius Schumm
Julius Schumm (* 6. November 1899 in Philippsburg; † 31. Juli 1986 in Stuttgart) war ein deutscher Polizist und Kommunalpolitiker.

## Werdegang
Schumm war ab 1920 Sekretär des Landesverbandes der katholischen Arbeiter- und Arbeiterinnenvereine. 1923 trat er in die Polizei ein und war ab 1945 Chef der Präsidialabteilung der Stuttgarter Polizei. Vom 1. August 1948 bis 30. September 1962 war er Beigeordneter der Stadt Stuttgart für das Sozial- und Gesundheitsreferat.

## Ehrungen
- 1962: Ritter des päpstlichen Silvesterordens
- Mai 1968: Großes Verdienstkreuz der Bundesrepublik Deutschland

| Personendaten    | Personendaten                            |
| ---------------- | ---------------------------------------- |
| NAME             | Schumm, Julius                           |
| KURZBESCHREIBUNG | deutscher Polizist und Kommunalpolitiker |
| GEBURTSDATUM     | 6. November 1899                         |
| GEBURTSORT       | Philippsburg                             |
| STERBEDATUM      | 31. Juli 1986                            |
| STERBEORT        | Stuttgart                                |